# Order „Danaker”
Order „Danaker” (kirg. «Данакер» ордени) – wysokie odznaczenie państwowe Republiki Kirgiskiej.

## Statut orderu
Order „Danaker” został ustanowiony 12 listopada 1999 roku Ustawą „O ustanowieniu orderu Republiki Kirgiskiej »Danaker«”. Order „Danaker” przyznawany jest za znaczący wkład w umacnianie pokoju, przyjaźni i współpracy między narodami, za szczególnie owocną pracę na rzecz zachowania harmonii międzyetnicznej, zasługi w rozwoju nauki i potencjału gospodarczego kraju, za aktywną pracę na rzecz zbliżenia i wzajemnego ubogacenia kultur narodowych, wzmacniającego przyjazne stosunki między państwami.
Order „Danaker” noszony jest na lewej piersi w kolejności po Orderze „Kurmanjan Datka”.

## Opis orderu
Order „Danaker” wykonany jest ze srebra i ma kształt gwiazdy z czterdziestoma równomiernie rozchodzącymi się promieniami o średnicy 42 mm. Promienie gwiazdy pokryte są złotem.
Na awersie znajduje się srebrne koło z reliefowym wizerunkiem kirgiskiego ornamentu ludowego udekorowanym okrągłymi elementami pokrytymi niebieską emalią. Średnica koła wynosi 30 mm. Wzdłuż obwodu koła umieszczono 40 półkul połączonych z promieniami gwiazdy.
W centrum okręgu umieszczono nakładkę o średnicy 16 mm, pokrytą niebieską emalią, z cienkimi przegrodami w kształcie półłuków, symbolizującymi południki. W centrum nakładki widnieje reliefowy napis ДАНАКЕР. Powyżej i poniżej napisu, wzdłuż pionowej osi koła, znajdują się dwie reliefowe gwiazdy. Nakładka wykonana jest ze srebra. Brzegi nakładki, cienkie przegrody i gwiazdki pokryte są złotem. Rewers orderu jest gładki i pokryty złotem, na dole wybity jest numer orderu.
Order połączony jest oczkiem i łącznikiem z prostokątną metalową zawieszką o wymiarach 28x42 mm, obciągniętą niebieską wstążką typu moiré o wymiarach 33x23 mm. Na odwrotnej stronie zawieszki znajduje się agrafka umożliwiająca przypięcie orderu do ubrania.